# Parc Barton
Le parc Barton est un jardin public situé à Genève, en Suisse. 

## Situation
Il fait partie d'une suite de parcs contigus : Parc Mon Repos, Parc Moynier, Perle-du-Lac, Parc Barton, et Parc William Rappard, sur la rive droite du lac Léman, en prolongation du quartier des Pâquis.

## Histoire
Le domaine, ainsi que la villa rose située au centre, est acquis par Daniel Fitzgerald Pakenham Barton en 1892. Sa veuve, après avoir refusé de vendre le domaine à la Société des Nations installée juste à côté, le lègue à la Confédération à sa mort, avec comme seule condition de laisser le parc dans son état. En 1938, la villa Barton devient le siège de l'Institut des hautes études internationales de l'Université de Genève.
Le parc abrite une trentaine de séquoias géants.